# Gene Simmons
Gene Simmons е дебютен соло студиен албум на басистът на американската рок група Kiss Джийн Симънс. Издаден е на 18 септември 1978 г. от Casablanca Records.

## Обща информация
Албумът включва хорове и струнни аранжименти, както и различни музикални жанрове като поп, фънк от 1970-те г., диско, рокендрол и хардрок. Албумът достига номер 22 в класацията Billboard 200, което го прави най-високо класиран от четирите солови албума на Kiss от 1978 г. Той е сертифициран като платинен на 2 октомври 1978 г., като са продадени 1 000 000 копия. Allmusic дава на албума 3 звезди от 5 и го нарича „непредвидим, но в крайна сметка приятен“.

## Състав
- Джийн Симънс – вокали, електрическа китара, акустична китара
- Ний Джейсън – бас
- Елиът Рандъл – китара
- Алън Шварцбърг – барабани
- Шон Делейни – ударни
- Рон Франгипейн – симфонични аранжименти
- Ерик Тройър – пиано, вокали в „Radioactive“, „Living in Sin“
- Стив Лейси – китара в „Radioactive“
- Ричард Герщайн – пиано в „True Confessions“, „Always Near You/Nowhere to Hide“
- Джо Пери – китара в „Radioactive“, „Tunnel of Love“
- Боб Сийгър – беквокали в „Radioactive“, „Living in Sin“
- Рик Нилсън – китара в „See You in Your Dreams“
- Елън Реди – беквокали в „True Confessions“

## Песни
| 1.    | Radioactive                     | 3:50 |
| 2.    | Burning Up with Fever           | 4:19 |
| 3.    | See You Tonite                  | 2:30 |
| 4.    | Tunnel of Love                  | 3:49 |
| 5.    | True Confessions                | 3:30 |
| 6.    | Living in Sin                   | 3:50 |
| 7.    | Always Near You/Nowhere to Hide | 4:12 |
| 8.    | Man of 1,000 Faces              | 3:16 |
| 9.    | Mr. Make Believe                | 4:00 |
| 10.   | See You in Your Dreams          | 2:48 |
| 11.   | When You Wish upon a Star       | 2:44 |
| 38:58 |                                 |      |

## Позиции в класациите
| Класация (1978) | Позиция |
| --------------- | ------- |
| Австралия       | 32      |
| Канада          | 21      |
| Япония          | 24      |
| САЩ             | 22      |

| Сингъл        | Класация (1978)          | Позиция |
| ------------- | ------------------------ | ------- |
| „Radioactive“ | САЩ Billboard            | 47      |
| „Radioactive“ | Канада Billboard         | 66      |
| „Radioactive“ | Великобритания Billboard | 41      |